# Garcilaso I de la Vega

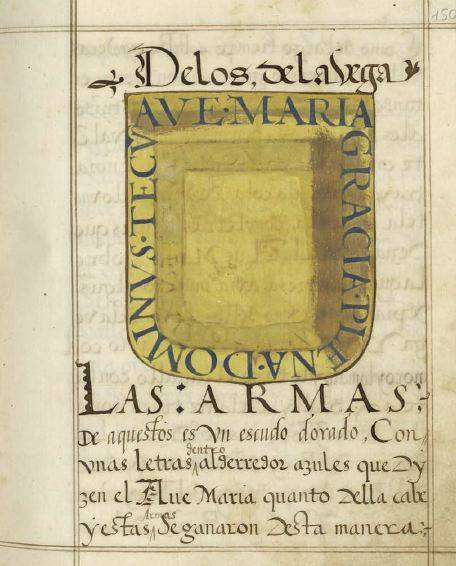
Armas de la Casa de la Vega en el Becerro General de Castilla

Garcilaso I de la Vega o bien Garcilaso de la Vega el Viejo (f. Soria, 1328) era un noble castellano, señor de la Casa de la Vega, de Cóbreces, Miralrío y demás feudos, además de adelantado mayor de Castilla y privado del rey Alfonso XI.

## Origen familiar
La Casa de la Vega puede tener su origen, según apunta Luis de Salazar y Castro, opinión compartida por Salvador de Moxó, en Diego Gómez, hijo del conde Gómez González de Manzanedo y la condesa Milia Pérez de Lara. Un hijo de Diego Gómez, Roy Díaz de la Vega, vendió una heredad en Valdeguña en 1229 y en el documento se declara hijo de Diego Gómez.
Sin embargo, el medievalista Carlos Estepa Díez opina que, habiendo otros coetáneos del citado Roy Díaz de la Vega que también llevaron esta denominación toponímica, no queda demostrado que este linaje fuese una rama de la casa de Manzanedo y que aunque hubo emparentamiento entre ambos linajes, el «de la Vega» pudo venir de la madre de Roy Díaz, quien a su vez, por razones cronológicas y por la falta de la repetición de su nombre en generaciones posteriores, no pudo ser el genearca de la rama que nos lleva a los Garci Lassos.

## Señoríos y cargos
Fue señor de la Casa de la Vega y, entre otras muchas, de las villas de Cóbreces y Miralrío, merino mayor de Castilla, justicia mayor de la Casa del rey, adelantado mayor de Castilla y canciller mayor del rey Alfonso XI. Además, poseía numerosas propiedades en Asturias de Santillana y heredades y vasallos en más de quince pueblos y lugares. 

## Fallecimiento
Cuando se desplazó a Soria en la búsqueda de aliados contra el infante Don Juan Manuel, quien cometía grandes atropellos en los territorios del monarca, varios caballeros de la ciudad lo asesinaron a golpe de ballesta y lo despedazaron cuando se dirigía a la iglesia de San Francisco. El rey Alfonso XI castigó a los principales culpables, ordenando su ejecución.

## Matrimonios y descendencia
Existe un excepcional documento fechado el 9 de marzo de 1338 que nos proporciona una idea de sus cuantiosas propiedades y derechos así como datos sobre sus dos matrimonios y descendencia. Se trata de la partición de los bienes que quedaron por fallecimiento de Garcilaso I de la Vega entre sus herederos. Según este documento, se casó dos veces y tuvo la siguiente sucesión:
Con Juana de Castañeda, su primera esposa, fue padre de:
- Garcilaso II de la Vega[6] «el Joven», asesinado por mandato del rey Pedro en 1351.[7]
- Gonzalo Ruiz de la Vega,[6] padre de, entre otros, Teresa González de la Vega quien casó con Pedro Ruiz de Villegas.
- Gutier Pérez de la Vega[6]
- María de la Vega, esposa de Gutierre González de Quijada,[6] señor de Villagarcía, con descendencia.
- Urraca Lasso de la Vega,[6] contrajo matrimonio con Pedro Ruiz Carrillo, padres de Garcilaso Carrillo.
- Pedro Lasso de la Vega[6]

Contrajo un segundo matrimonio con Teresa de Sotomayor, hija de Ruy Páez de Sotomayor (m.1289), ricohombre gallego, y Elvira López, y viuda de Pedro Ruiz Manrique, IV señor de Amusco. Fueron padres de:
- Elvira Lasso de la Vega,[6] esposa de Ruy González de Castañeda[8] (m. Toro 1356), caballero de la Banda y II señor de Las Hormazas, hijo sucesor de Diego Gómez de Castañeda y de Juana Fernández de Guzmán.[9]

## Partición de sus bienes
Excluyendo a Garcilaso II de la Vega «el Joven» , la partición fue la siguiente:
- Gonzalo Ruiz de la Vega, señor de los Nueve Valles, fue armado caballero de la Banda c. 1348. Se destacó en la Batalla del Salado el 30 de octubre de 1340, donde cuenta la leyenda que mató al moro que arrastraba la enseña cristiana del Ave María, recuperándola y colocándola en su escudo. De esta forma pasó a ser el emblema familiar y, por extensión, también llegó a formar parte del escudo de la villa de Torrelavega. Recibió en la partición bienes y derechos en siete villas en Asturias de Santillana, entre ellos, el castillo de Cieza, la casa de Tudanca, 4/5 partes del portazgo de Pie de Concha con la aldea de Barca y unas compras realizadas por su padre en dicho lugar. Otorgó un codicilio el 10 de octubre de 1349.[11] En 1350, el rey Pedro lo mandó a matar en Castro del Río donde lo tenía preso. El 19 de marzo de 1351, sus testamentarios vendieron todos sus heredamientos en Asturias de Santillana a su hermano Garci,[12] excepto aquellos que mandó a sus hijos tenidos con mancebas y a Teresa González, su hija y heredera quien, junto con su esposo Pedro Ruiz II de Villegas, mayordomo mayor entonces de Nuño de Lara,[12] confirmó dicha venta.[13][14]
- Gutier Pérez de la Vega recibió el castillo de Liencres con su aldea, los solariegos de Morio y Corván, y los molinos de Luesa con la heredad de Castillo, un solar comprado en Camargo, la casa de Comillas, la heredad de Ruiloba, más 1/5 del portazgo de Pie de Concha y la aldea de Frescono cerca de Caracena en el área soriana. No se tienen más noticias de Gutier.
- María de la Vega, aunque es mencionada en el documento, no participa en la partición.
- Urraca Lasso de la Vega. No participó en el reparto ya que había vendido sus bienes a su hermano Garci.
- Pedro Lasso de la Vega habrá fallecido antes de 1338 ya que no participa en el reparto y los bienes que le hubieran correspondido pasan a su hija.
  - Juana, hija del anterior, menor de edad, recibió de su abuelo la casa de Buelna con todos sus derechos y pertenencias salvo lo que fue de la tierra del rey, la casa de Coo y la mitad de la iglesia de Santibáñez, más casas en Santander y 13 000 maravedíes en compensación por la no recepción del portazgo. También le correspondió la casa de Celada en Pernía con sus heredamientos y derechos en Redondo y Roblecedo, el heredamiento en Fuentes de Valdepero, y heredamientos y solariegos en Torquemada. Juana es mencionada en el testamento de su tío Garcilaso II de la Vega en 1349.
- Elvira Lasso de la Vega, hija del segundo matrimonio con Teresa de Sotomayor. En la partición de los bienes, recibió la casa de Cabieses (sic)[b] y Toñanes, media iglesia en Santibáñez, la casa de Ucieda, y la casa fuerte de Hines con su aldea y unos 13 000 maravedíes en compensación por no recibir el portazgo.